# Пак Джон Бэ
Пак Джон Бэ (кор. 박정배; 19 февраля 1967, Республика Корея — 13 ноября 2017) — южнокорейский футболист, играл на позиции защитника.
Выступал а клубы «Сеул», «Пусан Ай Парк» и «Ульсан Хёндэ», а также национальную сборную Южной Кореи.

## Клубная карьера
Во взрослом футболе дебютировал в 1990 году выступлениями за команду клуба «Сеул», в котором провёл три сезона, приняв участие в 102 матчах чемпионата. Большинство времени, проведённого в составе «Сеул», был основным игроком защиты команды.
Своей игрой за эту команду привлёк внимание представителей тренерского штаба клуба «Пусан Ай Парк», к составу которого присоединился в 1994 году. Отыграл за пусанскую команду следующие два сезона своей игровой карьеры, играя в основном составе клуба.
В состав клуба «Ульсан Хёндэ» присоединился в 1997 году, а через два года завершил игровую карьеру, успев сыграть за команду из Ульсана 32 матча в национальном чемпионате.

## Выступления за сборную
В 1991 году дебютировал в официальных матчах в составе национальной сборной Южной Кореи. Провёл в форме главной команды страны 36 матчей, забив 2 гола.
В составе сборной был участником чемпионата мира 1994 года в США.